# 西漢奉常、太常列表
《漢書·卷十九上·百官公卿表第七上》載，“奉常，秦官，掌宗廟禮儀，有丞。景帝中六年更名太常。屬官有太樂、太祝、太宰、太史、太卜、太醫六令丞，又均官、都水兩長丞，又諸廟寢園食官令長丞，有廱太宰、太祝令丞，五畤各一尉。又博士及諸陵縣皆屬焉。景帝中六年更名太祝為祠祀，武帝太初元年更曰廟祀，初置太卜。博士，秦官，掌通古今，秩比六百石，員多至數十人。武帝建元五年初置五經博士，宣帝黃龍元年稍增員十二人。元帝永光元年分諸陵邑屬三輔。王莽改太常曰秩宗。”玆据該表立此列表。在位年數不足一年者，按一年計算。
本表亦列出更始帝時期的太常。

## 奉常
叔孫通之前者，《漢書·卷十九·百官公卿表第七》未載。下表自叔孫通起算。
| 序次                   | 爵號   | 姓名   | 在位年數 | 在位時間                                  | 皇帝       |
| 西漢奉常（？—前144年） |        |        |          |                                           |            |
|                        |        | 叔孫通 | 3年      | 高帝七年—高帝十年 前200年—前197年         | 漢高帝     |
|                        |        | ？     | 2年      | 高帝十年—高帝十二年 前197年—前195年       | 漢高帝     |
|                        |        | 叔孫通 | ？       | 高帝十二年—？ 前195年—？                  | 漢高帝     |
|                        |        | 免     | ？       | 孝惠七年—？ 前188年—？                    | 漢惠帝     |
|                        |        | 根     | ？       | 高后七年—？ 前181年—？                      | 高后（稱制） |
|                        |        | 饒     | ？       | 孝文二年—？ 前178年—？                    | 漢文帝     |
|                        |        | 昌閏   | ？       | 孝文十二年—？ 前168年—？                  | 漢文帝     |
|                        |        | 信     | ？       | 孝文后元七年—？ 前157年—？                | 漢文帝     |
|                        |        | 斿     | 1年      | 孝景二年—？ 前155年—？                    | 漢景帝     |
|                        |        | 袁盎   | 1年      | 孝景三年—孝景三年 前154年—前154年         | 漢景帝     |
|                        |        | 殷     | 1年      | 孝景三年—？ 前154年—？                    | 漢景帝     |
|                        | 南皮侯 | 竇彭祖 | 1年      | 孝景四年—？ 前153年—？                    | 漢景帝     |
|                        | 安丘侯 | 張歐   | ？       | 孝景五年—？ 前152年—？                    | 漢景帝     |
|                        | 酇侯   | 蕭勝   | ？       | 孝景七年—？ 前150年—？                    | 漢景帝     |
|                        | 煮棗侯 | 乗昌   | ？       | 孝景中元三年—？ 前147年—？                | 漢景帝     |
|                        | 軑侯   | 吳利   | 1年      | 孝景中元五年—孝景中元六年 前145年—前144年 | 漢景帝     |

## 太常
| 序次                    | 爵號             | 姓名              | 在位年數 | 在位時間                              | 皇帝          |
| 西漢太常（前144年—9年） |                  |                   |          |                                       |               |
|                         | 軑侯             | 吳利              | ？       | 孝景中元六年—？ 前144年—？            | 漢景帝        |
|                         | 柏至侯           | 許昌              | 2年      | 孝景後元三年—建元二年 前141年—前139年 | 漢景帝 漢武帝 |
|                         | 南陵侯           | 趙周              | 4年      | 建元二年—建元六年 前139年—前135年     | 漢武帝        |
|                         |                  | 定                | 1年      | 建元六年—？ 前135年—？                | 漢武帝        |
|                         |                  | 王臧              | ？       | 元光元年—？ 前134年—？                | 漢武帝        |
|                         | 宣平侯           | 張敺              | ？       | 元光四年—？ 前131年—？                | 漢武帝        |
|                         |                  | 司馬當時          | ？       | 元光六年—？ 前129年—？                | 漢武帝        |
|                         | 蓼侯             | 孔臧              | 3年      | 元朔二年—元朔五年 前127年—前124年     | 漢武帝        |
|                         | 山陽侯           | 張當居            | 1年      | 元朔五年—？ 前124年—？                | 漢武帝        |
|                         | 繩侯             | 周平              | 4年      | 元朔六年—元狩四年 前123年—前119年     | 漢武帝        |
|                         | 戚侯             | 李信成            | 2年      | 元狩四年—元狩六年 前119年—前117年     | 漢武帝        |
|                         | 俞侯             | 欒賁              | 1年      | 元狩六年—？ 前117年—？                | 漢武帝        |
|                         | 蓋侯             | 王信              | 1年      | 元鼎元年—？ 前116年—？                | 漢武帝        |
|                         | 廣安侯（廣阿侯） | 任越人            | 1年      | 元鼎二年—？ 前115年—？                | 漢武帝        |
|                         | 鄲侯             | 周仲居            | 1年      | 元鼎三年—？ 前114年—？                | 漢武帝        |
|                         | 睢陵侯           | 張廣國            | 1年      | 元鼎四年—？ 前113年—？                | 漢武帝        |
|                         | 平曲侯           | 周建德            | 1年      | 元鼎五年—元鼎五年 前112年—前112年     | 漢武帝        |
|                         | 陽平侯           | 杜相              | 5年      | 元鼎五年—元封四年 前112年—前107年     | 漢武帝        |
|                         | 酇侯             | 蕭壽成            | 1年      | 元封四年—？ 前107年—？                | 漢武帝        |
|                         | 成安侯           | 韓延年            | 2年      | 元封五年—太初元年 前106年—前104年     | 漢武帝        |
|                         | 睢陵侯           | 張昌              | 2年      | 太初元年—太初三年 前104年—前102年     | 漢武帝        |
|                         | 牧丘侯           | 石德              | 3年      | 太初三年—天漢二年 前102年—前99年      | 漢武帝        |
|                         | 新畤侯           | 趙弟              | 5年      | 天漢二年—太始三年 前99年—前94年       | 漢武帝        |
|                         | 容城侯           | 唯塗光            | 1年      | 太始三年—？ 前94年—？                 | 漢武帝        |
|                         | 江都侯           | 靳石              | 4年      | 太始四年—征和四年 前93年—前89年       | 漢武帝        |
|                         | 繆侯             | 酈終根            | ？       | 征和四年—？ 前89年—？                 | 漢武帝        |
|                         | 當塗侯           | 魏不害            | 6年      | 後元二年—始元六年 前87年—前81年       | 漢武帝 漢昭帝 |
|                         | 轑陽侯           | 江德              | 4年      | 始元六年—元鳳四年 前81年—前77年       | 漢昭帝        |
|                         | 蒲侯             | 蘇昌              | 11年     | 元鳳四年—地節四年 前77年—前66年       | 漢昭帝 漢宣帝 |
|                         | 弋陽侯           | 任宮              | 4年      | 地節四年—元康四年 前66年—前62年       | 漢宣帝        |
|                         | 蒲侯             | 蘇昌              | 6年      | 地節四年—五鳳二年 前62年—前56年       | 漢宣帝        |
|                         | 扶陽侯           | 韋玄成            | 2年      | 五鳳二年—甘露元年 前56年—前53年       | 漢宣帝        |
|                         | 蒲侯             | 蘇昌              | 2年      | 甘露元年—甘露三年 前53年—前51年       | 漢宣帝        |
|                         | 建平侯           | 杜緩              | 7年      | 甘露三年—初元四年 前51年—前45年       | 漢宣帝 漢元帝 |
|                         | 弋陽侯           | 任千秋            | 4年      | 初元四年—永光三年 前45年—前41年       | 漢元帝        |
|                         | 騏侯             | 駒普              | 1年      | 建始元年—建始二年 前32年—前31年       | 漢成帝        |
|                         | 陽城侯           | 劉慶忌            | 5年      | 建始二年—河平三年 前31年—前26年       | 漢成帝        |
|                         | 冝春侯           | 王咸              | 1年      | 河平三年—河平三年 前26年—前26年       | 漢成帝        |
|                         | 平昌侯           | 王臨              | 6年      | 河平三年—鴻嘉元年 前26年—前20年       | 漢成帝        |
|                         | 平臺侯           | 史中              | 1年      | 鴻嘉元年—鴻嘉元年 前20年—前20年       | 漢成帝        |
|                         | 建平侯           | 杜業              | 7年      | 鴻嘉元年—永始四年 前20年—前13年       | 漢成帝        |
|                         | 酇侯             | 蕭尊              | 6年      | 永始四年—綏和二年 前13年—前7年        | 漢成帝        |
|                         | 安丘侯           | 劉常              | 4年      | 綏和二年—建平四年 前7年—前3年         | 漢成帝 漢哀帝 |
|                         | 建平侯           | 杜業              | 3年      | 建平四年—元壽二年 前3年—前1年         | 漢哀帝        |
|                         | 博陽侯           | 丙昌              | 2年      | 元壽二年—元始二年 前1年—2年           | 漢哀帝 漢平帝 |
|                         | 安昌侯           | 張宏              | 2年      | 元始二年—元始三年 2年—3年             | 漢平帝        |
|                         | 陽城侯           | 劉岑              | 2年      | 元始三年—元始五年 3年—5年             | 漢平帝        |
|                         |                  | 劉祉 （太常將軍） | 2年      | 更始元年—更始三年 23年—25年           | 更始帝        |